# Mathieu Gourdain
« Gourdain » redirige ici. Pour l’article homophone, voir Gourdin.
Mathieu Gourdain, né le 4 mai 1974 à Vernon (Eure), est un escrimeur français.

## Biographie
Mathieu Gourdain est titulaire d'un bac scientifique, d'un premier cycle en génie civil et d'une maîtrise en communication, et diplômé de l'École supérieure de commerce de Paris.
Après avoir obtenu deux titres mondiaux avec l'équipe de France de sabre par équipe, il remporte la médaille d'argent lors de l'épreuve individuelle des Jeux olympiques de Sydney en 2000. Lors de cette finale, il est battu par 15 touches à 12 par le roumain Mihai Covaliu, qui avait déjà éliminé un autre Français, Damien Touya. Plus tard, dans l'épreuve par équipe, qu'il constitue avec Touya, Julien Pillet et Cédric Seguin, il remporte sa seconde médaille d'argent de la compétition, le titre étant remporté par la Russie.
Mathieu Gourdain est désormais entraîneur des Trois Armes de Gisors. Il gère également le CREFED à Rouen.
En septembre 2021, il prend en charge l’équipe de France de sabre dames en tant que Manager.

## Palmarès
- Jeux olympiques d'été
  -  médaille d'argent du sabre aux Jeux olympiques 2000 à Sydney
  -  médaille d'argent par équipe aux Jeux olympiques 2000 à Sydney

- Championnats du monde d'escrime
  -  médaille d'or par équipe en 1999
  -  médaille d'or par équipe en 1997
  -  médaille d'argent par équipe en 1998